# Ralph Wiggum
 (avril 2024).
Si vous disposez d'ouvrages ou d'articles de référence ou si vous connaissez des sites web de qualité traitant du thème abordé ici, merci de compléter l'article en donnant les références utiles à sa vérifiabilité et en les liant à la section « Notes et références ».
Ralph Wiggum est un personnage de la série télévisée d'animation Les Simpson. Il est surtout connu comme le personnage excentrique de la série, fameux pour ses commentaires absurdes et son comportement irrégulier. Ses lignes de dialogues portent, dans la plupart des cas, sur le non-sens, ou sur des interprétations étranges de ce qui se passe, et sur des déclarations surprenantes qui irritent les gens mais toujours de manière désinvolte et innocente. Pour cette raison, Ralph est légèrement mis à l'écart par ses pairs, bien qu'il semble être en bonne relation avec un grand nombre de personnages principaux d'enfants tels que Bart, Lisa et Milhouse.

## Biographie

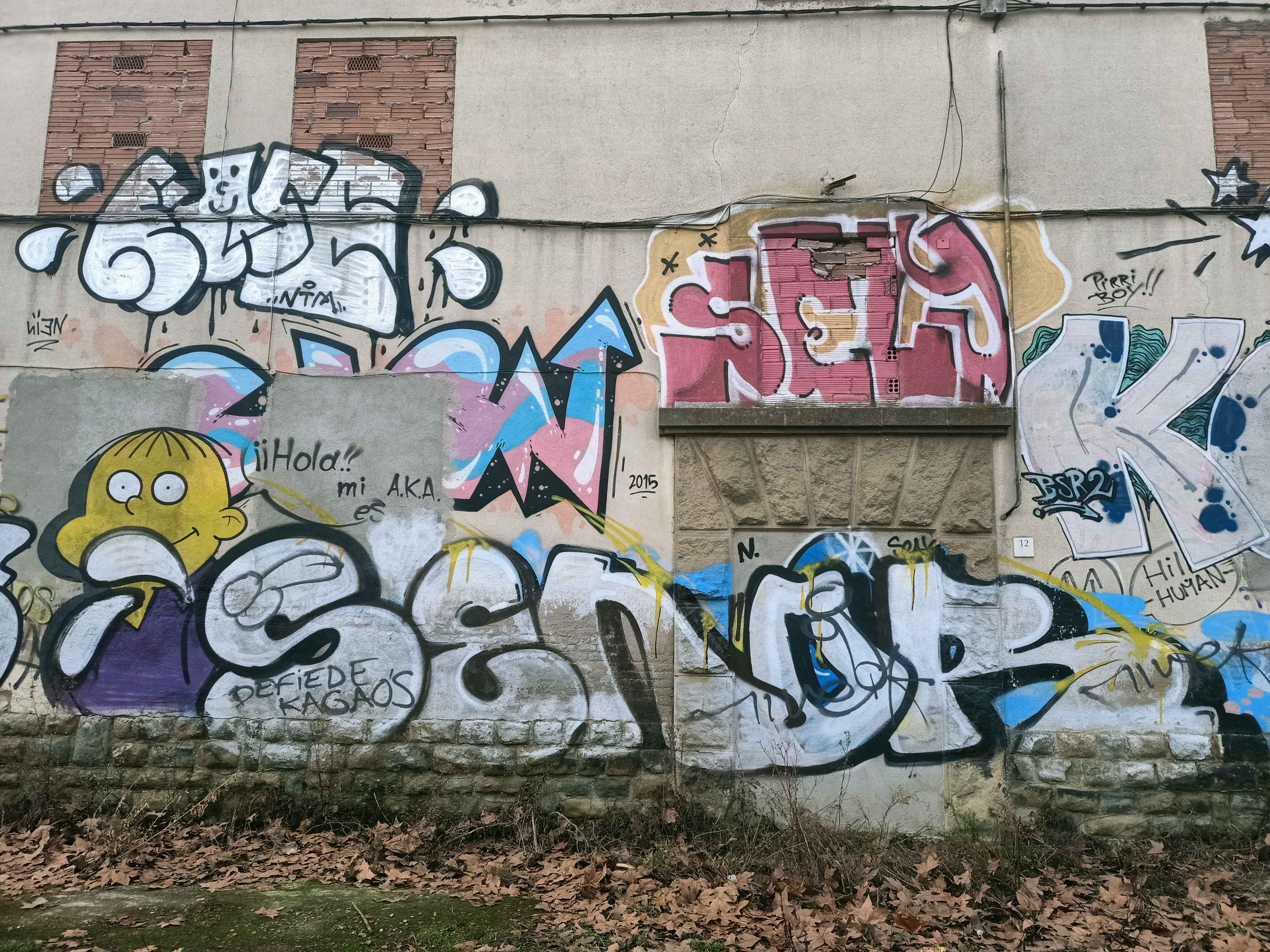
Ralph Wiggum en a graffiti à Vic, Catalonia

Fils du Chef Clancy Wiggum et de Sarah Wiggum, Ralph est aimable et a généralement de bonnes intentions, mais il souffre de difficultés d'apprentissage, de psychoses (il entend parfois un lutin vert aux couleurs de l'Irlande qui lui dit de « tout brûler »), ou d'une autre forme de maladie mentale infantile, la nature de sa mentalité est toutefois maintenue ambiguë. Comme la plupart des personnages de la série, il peut ne pas être aussi simple qu'il semble l'être à première vue, comme le démontre son immense potentiel d'interprète.
L'épisode J'aime Lisa (15e épisode de la saison 4) est consacré à Ralph. Comme il est tout seul pour la Saint-Valentin, Lisa prend pitié de lui et décide de lui offrir une carte. Ralph tombe alors amoureux d'elle et aura le cœur brisé lorsqu'elle annoncera à la télévision (dans le Show anniversaire de Krusty le Clown) qu'elle ne l'aime pas.
La Clé magique (18e épisode de la saison 9) est un autre épisode où Ralph est l'un des personnages principaux. Dans cet épisode, Marge veut que Bart et Ralph soient amis. Bart refuse et finit par accepter lorsqu'il découvre que le père de Ralph possède le passe-partout de Springfield.
Au cours de la saison 19 (épisode 10, Un pour tous, tous pour Wiggum), il se présente aux primaires pour les élections présidentielles américaines de 2008. Son spot de campagne est constitué de séquences où il fait preuve de son habituel non-sens. Deux personnages témoignent en sa faveur : Lenny, et surtout Bill Clinton, qui affirme : « Je vote Ralph Wiggum... mais ne le dites pas à qui vous savez ». À la fin du spot, on peut voir le Washington Monument et le Lincoln Memorial. Ralph, assis sur les genoux de la statue d'Abraham Lincoln, s'adresse à lui comme s'il était le Père Noël.
Au tout début du film des Simpsons, on le voit dans le chiffre 0 du logo de la 20th Century Fox, criant les dernières notes de la fanfare. Également dans ce film, on apprend qu'il peut éventuellement se déclarer homosexuel. En effet, en voyant Bart faire du skate nu, il déclare « j'aime les hommes maintenant », bien que ce soit une des phrases farfelues qu'il sort parfois.
Lors de l'épisode 10 de la saison 22, on apprend grâce à un flashback que son retard mental est dû au fait que son père l'a fait tomber sur la tête en lui donnant le biberon.
Lors de l'épisode 18 de la saison 21 (chef de cœur), on apprend que la grand-mère de Ralph vit au Japon (Tokyo). Dans cet épisode, un jeu japonais devient populaire, le "battle-balls", une parodie de Bakugan qui se joue avec des cartes et complémentairement de petites figurines animées combattantes (bonhomme de neige, dragon, papillon...) :
« Bart : "Comment une couche-culotte comme toi a une super carte comme ça ?" »
« Ralph : "Ma pas défunte grand-mère me l'a envoyé de Tokyo." »